# Yellow Medicine County
Das Yellow Medicine County ist ein County im US-amerikanischen Bundesstaat Minnesota. Im Jahr 2020 hatte das County 9528 Einwohner und eine Bevölkerungsdichte von 4,9 Einwohnern pro Quadratkilometer. Der Verwaltungssitz (County Seat) ist Granite Falls.
Im Osten des Countys befindet sich die Upper Sioux Indian Reservation.

## Geografie

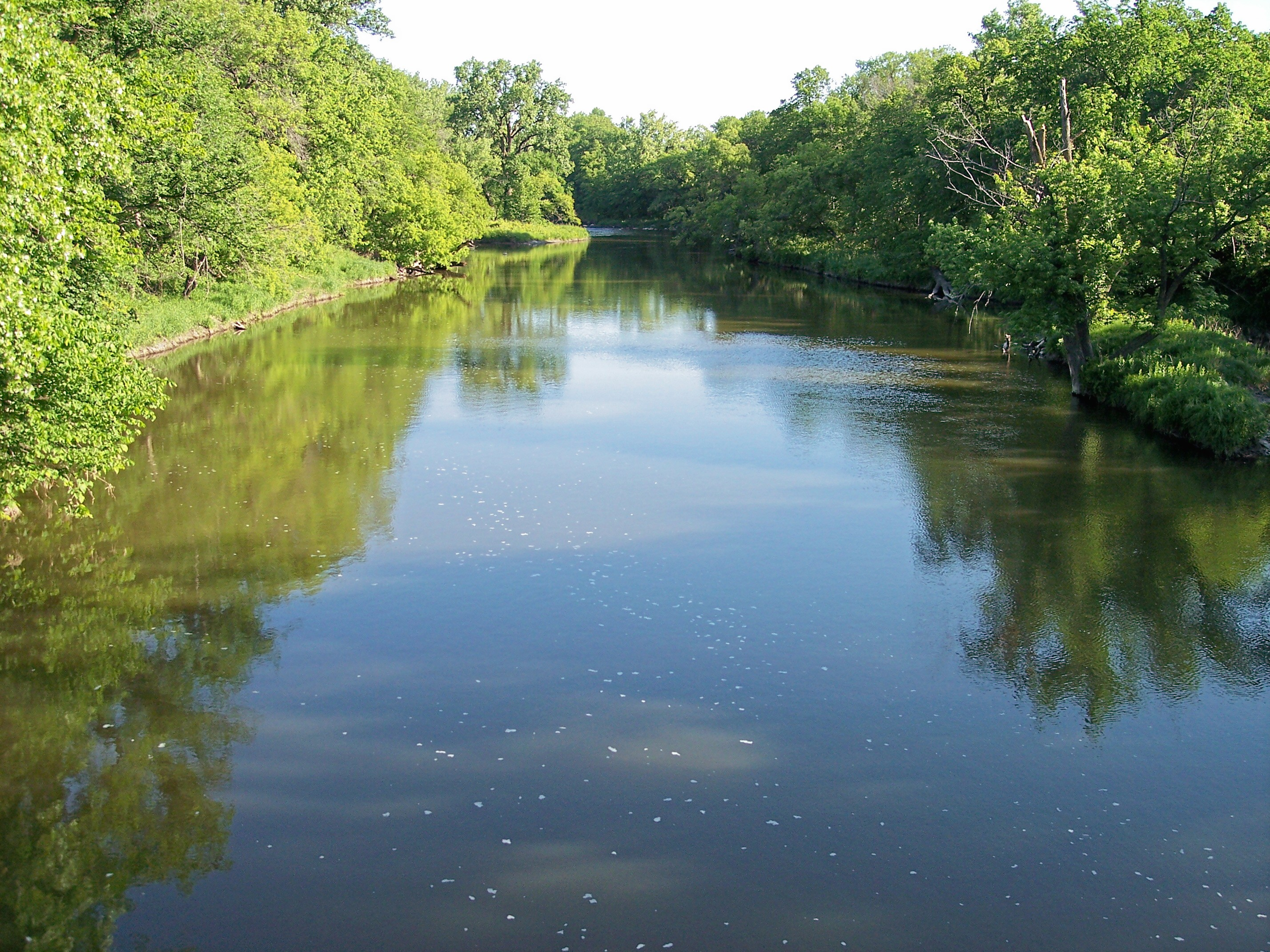
Der Yellow Medicine River

Das County liegt im Südwesten von Minnesota, grenzt im Westen an South Dakota und wird im Osten durch den Minnesota River begrenzt. In diesen mündet südlich von Granite Falls der Yellow Medicine River.
Es hat eine Fläche von 1977 Quadratkilometern, wovon 14 Quadratkilometer Wasserfläche sind.
An das Yellow Medicine County grenzen folgende Nachbarcountys:
|                             | Lac qui Parle County | Chippewa County |
| Deuel County (South Dakota) |                      | Renville County |
| Lincoln County              | Lyon County          | Redwood County  |

## Geschichte
Das Yellow Medicine County wurde am 7. November 1871 aus Teilen des Redwood County gebildet. Benannt wurde es nach dem Yellow Medicine River, der durch das County fließt.
Ein Ort im County hat den Status einer National Historic Landmark, das Andrew John Volstead House. Sieben Bauwerke und Stätten des Countys sind insgesamt im National Register of Historic Places eingetragen (Stand 31. Januar 2018).

## Demografische Daten
Nach der Volkszählung im Jahr 2010 lebten im Yellow Medicine County 10.438 Menschen in 4157 Haushalten. Die Bevölkerungsdichte betrug 5,3 Einwohner pro Quadratkilometer. In den 4157 Haushalten lebten statistisch je 2,45 Personen.
Ethnisch betrachtet setzte sich die Bevölkerung zusammen aus 94,7 Prozent Weißen, 0,3 Prozent Afroamerikanern, 3,2 Prozent amerikanischen Ureinwohnern, 0,4 Prozent Asiaten sowie aus anderen ethnischen Gruppen; 1,3 Prozent stammten von zwei oder mehr Ethnien ab. Unabhängig von der ethnischen Zugehörigkeit waren 4,2 Prozent der Bevölkerung spanischer oder lateinamerikanischer Abstammung.
23,5 Prozent der Bevölkerung waren unter 18 Jahre alt, 56,8 Prozent waren zwischen 18 und 64 und 19,7 Prozent waren 65 Jahre oder älter. 48,9 Prozent der Bevölkerung war weiblich.

Das jährliche Durchschnittseinkommen eines Haushalts lag bei 50.740 USD. Das Pro-Kopf-Einkommen betrug 23.718 USD. 13,8 Prozent der Einwohner lebten unterhalb der Armutsgrenze.

## Ortschaften im Yellow Medicine County
Alle Ortschaften im Yellow Medicine County haben den Gemeindestatus „City“:
| - Canby - Clarkfield - Echo | - Granite Falls1 - Hanley Falls - Hazel Run | - Porter - St. Leo - Wood Lake |

1 – teilweise im Chippewa County

## Gliederung
Das Yellow Medicine County ist neben den neun Citys in 21 Townships eingeteilt:
| Township            | Einwohner (2010) | FIPS     |
| ------------------- | ---------------- | -------- |
| Burton Township     | 148              | 27-08884 |
| Echo Township       | 145              | 27-17918 |
| Florida Township    | 129              | 27-21464 |
| Fortier Township    | 99               | 27-21914 |
| Friendship Township | 192              | 27-22832 |
| Hammer Township     | 196              | 27-26792 |
| Hazel Run Township  | 193              | 27-28034 |

| Township                 | Einwohner (2010) | FIPS     |
| ------------------------ | ---------------- | -------- |
| Lisbon Township          | 201              | 27-37394 |
| Minnesota Falls Township | 429              | 27-43180 |
| Norman Township          | 264              | 27-46636 |
| Normania Township        | 191              | 27-46690 |
| Omro Township            | 161              | 27-48292 |
| Oshkosh Township         | 210              | 27-48940 |
| Posen Township           | 219              | 27-52180 |

| Township               | Einwohner (2010) | FIPS     |
| ---------------------- | ---------------- | -------- |
| Sandnes Township       | 199              | 27-58378 |
| Sioux Agency Township  | 226              | 27-60538 |
| Stony Run Township     | 432              | 27-63004 |
| Swede Prairie Township | 170              | 27-63850 |
| Tyro Township          | 181              | 27-66082 |
| Wergeland Township     | 153              | 27-69160 |
| Wood Lake Township     | 231              | 27-71464 |